# ویلیام گوتز
ویلیام گوتز (انگلیسی: William Goetz; ۲۴ مارس ۱۹۰۳ – ۱۵ اوت ۱۹۶۹) تهیه‌کننده فیلم اهل ایالات متحده آمریکا بود. وی بین سال‌های ۱۹۲۴ تا ۱۹۶۶ میلادی فعالیت می‌کرد.
وی در هفتمین دوره جوایز اسکار برای فیلم خانه روتشیلت و در سی‌امین دوره جوایز اسکار برای فیلم سایونارا نامزد جایزه اسکار بهترین فیلم شده بود.
همچنین گوتز در سال ۱۹۵۷ برای سایونارا نامزد جایزه گلدن گلوب بهترین فیلم درام و در سال ۱۹۵۸ برای من و سرهنگ جایزه گلدن گلوب بهترین فیلم موزیکال یا کمدی شده بود.

## فیلم‌شناسی
- ترانه بی‌پایان
- کلایو هند
- مولن روژ
- مردی از لارامی
- جین ایر
- خانه روتشیلت
- برگ‌های پاییزی
- سایونارا
- من و سرهنگ